# Karma (Anxhela Peristeri)
Karma è un singolo della cantante albanese Anxhela Peristeri, pubblicato il 26 gennaio 2021 su etichetta discografica Fole Publishing.
Il brano è stato selezionato per rappresentare l'Albania all'Eurovision Song Contest 2021.

## Descrizione
Il brano è stato inizialmente presentato sul canale YouTube dell'emittente radiotelevisiva albanese Radio Televizioni Shqiptar (RTSH) il 16 novembre 2020. Anxhela Peristeri ha eseguito Karma dal vivo per la prima volta il 21 dicembre 2020 alla 59ª edizione del Festivali i Këngës. Ha finito per trionfare nella serata finale due giorni dopo, diventando di diritto la rappresentante albanese all'edizione successiva dell'Eurovision. Dopo essersi qualificata dalla seconda semifinale, Anxhela Peristeri si è esibita nella finale eurovisiva con Karma, dove si è piazzata al 21º posto su 26 partecipanti con 57 punti totalizzati.
La versione originale del brano, con musica di Kledi Bahiti e testo di Olti Curri, è stata pubblicata sulle piattaforme digitali in Albania il 26 gennaio 2021 dalla Fole Publishing; la versione eurovisiva di Karma, che ha mantenuto il testo originale in lingua albanese e messo in commercio su scala globale, è stata rivelata dall'emittente RTSH il 1º marzo 2021 e pubblicata sulle piattaforme digitali il successivo 9 marzo dalla Universal Music Austria.

## Tracce
Versione originale
Testi di Olti Curri, musiche di Kledi Bahiti.
1. Karma – 3:00

Versione eurovisiva
1. Karma – 2:59
2. Karma (versione karaoke) – 2:57

## Formazione
- Anxhela Peristeri – voce
- Olti Curri – testo
- Kledi Bahiti – coro, musica, strumenti musicali, produzione
- Dīmītrīs Kontopoulos – produzione
- Aris Binis – missaggio
- Aurel Thëllimi – coro
- Mateus Frroku – coro
- Denis Hima – strumenti musicali
- Vis Shkodrani – strumenti musicali